# COLO 829
COLO 829是永生的人類轉移性惡性黑色素瘤細胞系，最初是在1974年分離自一名45歲尚未接受任何治療的白人男性惡性黑色素瘤患者，早期傳代仍然包含着一小部分會產生黑色素的細胞。

## 特徵
COLO 829細胞已被多位學者以各種方法和科學技術全面分析。儘管有研究發現細胞系的複雜性與克隆性的假設不一致，懷疑擁有着多個亞克隆，但總體上大部分的分析均假定COLO 829細胞為單個克隆。在2019年，有學者確定其具有獨特標誌性特徵的亞克隆，並且觀察到某些細胞丟失8號染色體，亞克隆的特徵可能會為COLO 829細胞生長時的變異性提供解釋。 

## 科研用途
COLO 829細胞目前被廣泛應用作黑色素瘤的模型，有研究指出抗生素洛美沙星會以時間和濃度依賴性的方式降低COLO 829細胞的活性度，反應是不可逆的，經洛美沙星處理過的細胞會萎縮並變圓，具有細胞輪廓和體積的不規則性，並且細胞與細胞間的接觸會消失，均是細胞凋亡的特徵。

## 外部連結
- Cellosaurus entry for COLO 829（页面存档备份，存于）